# ترسا پارودی
ترسا پارودی (انگلیسی: Teresa Parodi؛ زادهٔ ۳۰ دسامبر ۱۹۴۷) سیاست‌مدار اهل آرژانتین است.